# Wellingborough
Wellingborough är en stad och en civil parish i North Northamptonshire, Northamptonshire i England. Orten hade 53 502 invånare år 2020. Staden nämndes i Domedagsboken (Domesday Book) år 1086, och kallades då Wedlingeberie/Wendle(s)berie.